# Vernonia orchidorrhiza
Vernonia orchidorrhiza là một loài thực vật có hoa trong họ Cúc. Loài này được Welw. ex Hiern miêu tả khoa học đầu tiên.